# Agence OTAN de soutien et d'acquisition

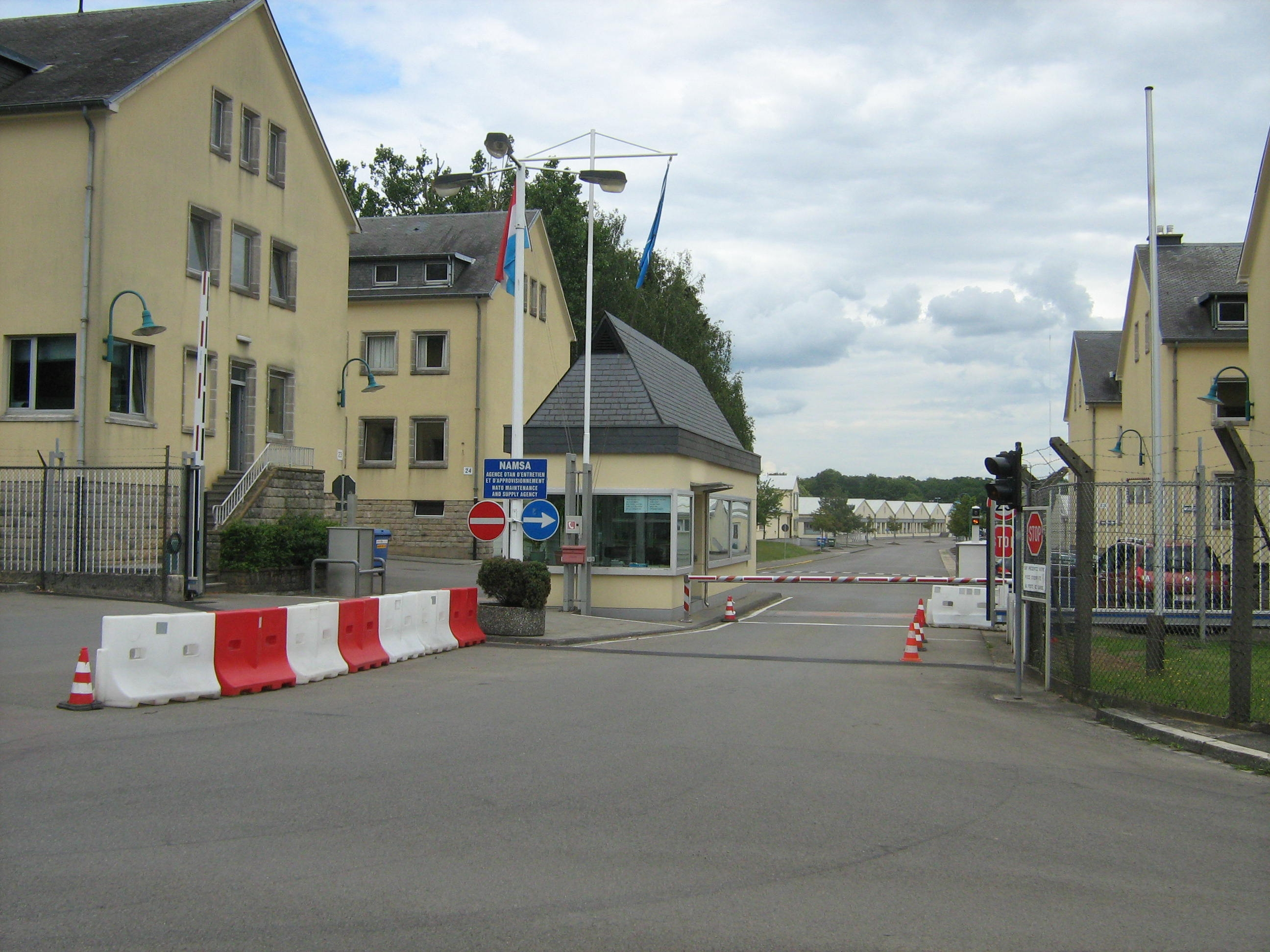
Entrée du siége de l'agence à Capellen.

L'Agence OTAN de soutien et d'acquisition (ou NSPA, littéralement NATO Support and Procurement Agency depuis 2015), ancienne NAMSA (NATO Maintenance and Supply Agency, ou Agence OTAN d'entretien et d'approvisionnement), est l'agence exécutive de l'organisation (NSPO) spécialisée dans le soutien des forces armées de l'OTAN et des pays membres. Composée d'environ 1 200 personnes, son siège est situé à Capellen au Luxembourg et elle est implantée en 2012 dans 4 pays (Luxembourg, France, Italie, Hongrie). Elle fonctionne comme un intégrateur contractuel.

## Historique
En 1958, le Conseil de l'Atlantique nord (CAN) a officiellement approuvé la mise en place du Système de services d'approvisionnement en maintenance de l'OTAN (NATO Maintenance Supply Services System) et de son élément exécutif, l'Agence des services d'approvisionnement en maintenance de l'OTAN (NATO Maintenance Supply Services Agency, NMSSA), à Paris. Avec un conseil composé de représentants des 11 premiers pays participants et d'un personnel restreint de 25 fonctionnaires, les travaux ont été initialement axés sur l'appui de trois principaux systèmes d'armes.
En 1961, Le CAN a approuvé une nouvelle charte portant de nouveaux noms: le NMSSA est devenu l'Organisation de l'OTAN pour la maintenance et l'approvisionnement (NAMSO) et l'Agence de maintenance et d'approvisionnement de l'OTAN (NAMSA). Avec cette nouvelle Charte, le modèle de partenariat relatif au système d'armes a été introduit. Aujourd'hui, ce modèle continue de servir d'épine dorsale de l'Agence, offrant un cadre juridique dynamique et souple.
La fermeture des opérations de l'Agence et le départ de sa base d'origine à Châteauroux, en France, et le déménagement à Capellen, ont vraiment commencé au dernier quart de 1967 avec le siège de l'Agence initialement situé dans la ville de Luxembourg et des installations opérationnelles établies à Capellen, une ancienne garnison de l'armée luxembourgeoise.
En février 1968, la NAMSA a officiellement déménagé au grand-duché de Luxembourg.
En 1987, afin d'améliorer la coordination et de rationaliser encore l'augmentation du niveau des activités opérationnelles, le siège a été transféré à Capellen pour se réinstaller dans les installations opérationnelles.
En 1990, la NAMSA s'occupe de 11 systèmes d'armes et d'équipements.
En 1995, la NAMSA publie son premier plan d'entreprise et soutient  30 systèmes d'armes.
En 2010, lors du Sommet de l'OTAN de 2010 à Lisbonne, les chefs d'État et de gouvernement de l'OTAN sont convenus de réformer les 14 agences existantes de l'OTAN, situées dans sept États membres. En particulier, les Alliés sont convenus de rationaliser les organismes en trois grands thèmes programmatiques : achats, appui et communication et information afin d'accroître l'efficience et l'efficacité de la fourniture des capacités et des services.
En 2012, dans le cadre du processus de réforme, l'Agence d'appui de l'OTAN (NSPA) a été inaugurée le 1er juillet 2012 par la fusion de trois anciens organismes, l'Agence de maintenance et d'approvisionnement de l'OTAN (NAMSA), l'Agence de gestion des pipelines d'Europe centrale (CEPMA) et l'Agence de gestion du transport aérien de l'OTAN (AMNA).
Dans ce nouveau cadre, l'Agence a assumé la responsabilité générale des achats de l'OTAN et de l'acquisition d'un système important et est devenu le principal contributeur de solutions logistiques multinationales efficaces.
En 2015, l'Agence a reçu un nouveau nom avec une nouvelle charte en tant qu'organisme de soutien et d'achat de l'OTAN et son activité comprend, vers 2020, 35 partenariats d'appui répartis entre neuf programmes différents et quatre unités opérationnelles différentes desservant actuellement 31 nations alliées de l'OTAN et des dizaines de pays partenaires.

## Cinq missions
- acquisition des systèmes d'armes et gestion de leur cycle de vie
- services logistique et gestion de projets
- soutien d'opérations et d'exercices
- gestion de carburants
- transport et stockages stratégiques

## Implantations
- Le siège est à Capellen (Luxembourg)
- Versailles (France) : oléoduc européen dont le réseau d'oléoducs en Centre-Europe.
- Pápa (Hongrie) : transport aérien stratégique, Heavy Airlift Wing.
- Tarente (Italie) : stockage.

## Supervision
La supervision de l'agence exécutive est assurée par la NSPO, organisation représentant les 30 nations membres, au travers d'un comité de surveillance (ASB, Agency Supervisory Board).